# Salsbach
Salsbach – osada (buurt)  w dzielnicy Stenen Koraal miasta Willemstad, w dystrykcie Willemstad, w kraju autonomicznym Curaçao, należącym do Holandii, w Ameryce Południowej. 20 października 2023 r. liczyła 240 mieszkańców. Pod względem powierzchni jest najmniejszą osadą w dzielnicy.